# 11770 Rudominkowski
11770 Rudominkowski è un asteroide della fascia principale. Scoperto nel 1973, presenta un'orbita caratterizzata da un semiasse maggiore pari a 3,1753833 UA e da un'eccentricità di 0,1339732, inclinata di 3,54850° rispetto all'eclittica.
L'asteroide è dedicato all'astronomo tedesco naturalizzato statunitense Rudolph Minkowski.